# Holmträsket (Råneå socken, Norrbotten, 736112-178079)
Holmträsket är en sjö i Luleå kommun i Norrbotten och ingår i Råneälvens huvudavrinningsområde. Sjön har en area på 0,263 kvadratkilometer och ligger 206,9 meter över havet. Sjön avvattnas av vattendraget Mörtträskbäcken (Remån).

## Delavrinningsområde
Holmträsket ingår i det delavrinningsområde (736266-177869) som SMHI kallar för Inloppet i Storträsket. Medelhöjden är 207 meter över havet och ytan är 26,34 kvadratkilometer. Det finns inga avrinningsområden uppströms utan avrinningsområdet är högsta punkten. Mörtträskbäcken (Remån) som avvattnar avrinningsområdet har biflödesordning 3, vilket innebär att vattnet flödar genom totalt 3 vattendrag innan det når havet efter 74 kilometer. Avrinningsområdet består mestadels av skog (80 procent) och sankmarker (16 procent). Avrinningsområdet har 0,88 kvadratkilometer vattenytor vilket ger det en sjöprocent på 3,3 procent.